# Michel Serres

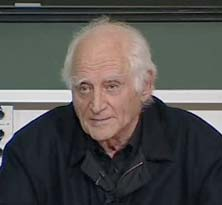
Michel Serres el desembre de 2005

Michel Serres   (Agen, 1 de setembre de 1930 - 14è districte de París, 1 de juny de 2019) va ser un filòsof i historiador de les ciències, membre de l'Acadèmia Europea de les Ciències i les Arts.

## Trajectòria
D'origen agenés, Serres va cursar la carrera naval. Va servir a la Marina entre 1956 i 1958 (de resultes de la qual cosa va participar, per exemple, en la reobertura del canal de Suez). Va obtenir una agregació en filosofia el 1955, va estudiar a l'Escola Normal Superior i més tard es va doctorar en Lletres (1968).
Va fer amistat amb Michel Foucault quan tots dos ensenyaven a la Universitat de Clarmont d'Alvèrnia (al mateix temps que ho feia Jules Vuillemin). Van parlar sovint sobre les ciències humanes i formals amb les seves estructures temporals, la qual cosa va repercutir en part a Les paraules i les coses de Michel Foucault, i en alguns dels temes que es reflecteixen als seus llibres, com en la seva tesi Le système de Leibniz et ses modèles mathématiques, publicada el 1968, així com en els dos primers volums de la sèrie Hermès.
Des de 1969, va ser professor d'Història de les Ciències en la Université Paris 1 Panthéon-Sorbonne, i des de 1984 ho fou a la Universitat Stanford. La seva anada als Estats Units va ser comptar amb el suport de René Girard.
L'obra de Serres es diversifica en estudis molt dispars, uns tractant d'història de la ciència, lliurement però amb agudesa, i altres són assaigs d'interpretació, de valors diversos, basats en una mena de comunicació universal entre disciplines.
Va dirigir el «Corpus d'obres de filosofia en llengua francesa», publicat per l'editorial parisenca Fayard. Va ser elegit a l'Acadèmia Francesa el 29 de març de 1990, i se li atorgà la butaca 18, abans ocupada per Edgar Faure.
A Atlas (1994), Serres dibuixa la conquesta del món virtual de la comunicació com a part d'un «nou atles». Per a ell, les xarxes del vincle social i del suport mutu haurien de substituir les fronteres i els obastacles naturals o històrics i fomentar la intel·ligència col·lectiva, i propiciar noves comunitats que se centressin tant en el que produïssin com en la manera de fer-ho, és a dir, que apliquessin una horitzontalitat i una solidaritat impròpies de la cadena de producció capitalista. Serres entén que els subjectes són una font d'intercanvi permanent d'informació i comunicació en un sistema de relacions complexes, i que els mitjans tècnics serveixen com a vies de propagació entre allò que és local i allò que és global.
Com a oriünd d'Occitània, Serres parlava amb accent francità i, encara que el 1985 declarà que no volia morir sense escriure una novel·la en occità, en una entrevista de 2013 menystenia la normalització de l'occità en tots els àmbits:
| « | Una llengua viva és una llengua que ho pot dir tot, i una llengua que no ho pot dir tot és una llengua virtualment morta. Per exemple, les llengües regionals com el gascó, o la llengua d'oc, el bretó, etc. són virtualment mortes perquè no ho poden dir tot. No poden dir la bioquímica, les matemàtiques, la tecnologia de la informàtica, etc. | » |

No obstant això, en la seua darrera entrevista, emesa per Arte un mes abans de morir, Serres anuncià la traducció imminent del llibre Morales espiègles a l'occità.

## Obres
- 1968: Le système de Leibniz et ses modèles mathématiques, París, Presses universitaires de France; reed. 1982.
- 1969: Hermès I, la communication, París, Minuit; reed. 1984
- 1972: Hermès II, l'interference, París, Minuit
- 1974: Hermès III, la traduction, París, Minuit
- 1974: Jouvence. Sud Jules Verne, París, Minuit
- 1975: Auguste Comte. Leçons de philosophie positive, tome I, París, Hermann, en col·laboració
- 1975: Esthétiques sud Carpaccio, París, Hermann
- 1975: Feux et signaux de boira. Zola, París, Grasset
- 1977: Hermès IV, La distribució, París, Minuit, reed. 1981
- 1977: La naissance de la physique dans le texte de Lucrèce, París, Minuit
- 1980: Hermès V, Le passage du Nord-ouest, París de Minuit
- 1980: Le parasite, París, Grasset
- 1982: Genèse, París, Grasset
- 1983: Détachement, Flammarion
- 1983: Rome. Le livre des Fondations, París, Grasset
- 1985: Les cinq sens, París, Grasset. Premi Médicis d'Assaig de l'any 1985.
- 1987: L'hermaphrodite, París, Flammarion
- 1987: Statues, París, François Bourin,
- 1989: Éléments d'histoire des sciences, París, Bordas, en col·laboració
- 1990: Le contrat naturel, París, François Bourin
- 1991: Le tiers-instruit, París, François Bourin
- 1991: Discours de réception de Michel Serres à l'Académie française et réponse de Bertrand Poirot-Delpech, París, François Bourin
- 1992: Éclaircissements, París François, Bourin; entrevistes amb Bruno Latour)
- 1993: La légende des Anges, París, Flammarion
- 1993: Les origines de la géométrie, París, Flammarion
- 1994: Atlas, París, Julliard
- 1995: Éloge de la philosophie en langue française, París, Fayard
- 1997: Nouvelles du monde, París, Flammarion
- 1997: Le trésor. Dictionnaire des sciences, París, Flammarion, en col·laboració
- 1997: À visage différent, París, Hermann, en col·laboració
- 1999: Paysages des sciences, París Le Pommier, en col·laboració
- 2002: Variations sur le corps, París, Le Pommier
- 2000:Hergé, mon ami, Moulinsart
- 2001: Hominescence, París, Le Pommier
- 2003: L'incandescent, París, Le Pommier
- 2003: Jules Verne, la science et l'homme contemporain, París, Le Pommier
- 2004: Rameaux, París, Le Pommier
- 2006: Récits d'humanisme, París, Le Pommier
- 2006: L'art des ponts, París, Le Pommier
- 2006: Petites chroniques du dimanche soir, París, Le Pommier
- 2007: Le tragique et la Pitié. Discours de réception de René Girard à l'Académie française et réponse de Michel Serres, París, Le Pommier
- 2007: Petites chroniques du dimanche soir 2, París, Le Pommier
- 2007: Carpaccio, els esclaus alliberats, París, Le Pommier
- 2008: Le malament propre: polluer pour s'approprier?, París, Le Pommier
- 2008: La guerre mondiale, París, Le Pommier
- 2009: Écrivains, savants et philosophes font le tour du monde, París, Le Pommier

## Traduccions al català
- Ditona. ISBN 978-84-9784-799-5.